# Дензъл Дъмфрис
Дензъл Дъмфрис (на нидерландски: Denzel Dumfries) е нидерландски футболист, защитник, който играе за италианския Интер.

## Кариера
През 2014 г. Дъмфрис преминава от академията на Барендрехт в Спарта Ротердам. На 20 февруари 2015 г. той дебютира за в мача от Ерстедивиси срещу ФК Емен. Общо изиграва три срещи през първия сезон.
Сезон 2015/16 прекарва като основен играч и взима участие в 31 мача. На 18 януари 2016 г. отбелязва първия си професионален гол, като се разписва срещу Валвейк. Спарта Ротердам печели дивизията и се изкачва до висшия ешелон. Дъмфрис е обявен за най-добрия млад играч на сезона в Ерстедивизи.
На 7 август 2016 г. дебютира в Ередивизи срещу Аякс, като е в титулярния състав.
През 2017 г. преминава в Хееренвеен. През сезон 2017/18 играе в 33 мача от и вкарва три гола.
През юни 2018 г. преминава в ПСВ Айндховен, с които подписва договор за 5 години.
Дъмфрис е закупен от шампиона на Серия А Интер Милано на 14 август 2021 г. за 12,5 милиона евро, с още 2,5 милиона евро като бонуси за ПСВ Айндховен. Нидерландските медии съобщават, че бившите му клубове ще получат процент като част от трансфера.
Дъмфрис дебютира за Интер като резерва през второто полувреме срещу ФК Дженоа на откриването на сезон 2021/22, мач спечелен с 4:0.

## Национален отбор
На 17-годишна възраст изиграва два мача за националния отбор на Аруба - на 28 и 31 март 2014 г. срещу националния отбор на Гуам.
През октомври 2018 г. е повикан за първи път в националния отбор на Нидерландия. На 13 октомври дебютира за отбора в мача от Лигата на нациите срещу Германия.
На 13 юни 2021 г. Дъмфрис вкарва първия си гол за националния отбор, като поразява вратата на Украйна в мач от Евро 2020. Мачът завършва с резултат 3:2 в полза на нидерландците. В следващия мач срещу Австрия той отново успява да отбележи гол. На турнира играе и в четирите мача на националния отбор, който достига до 1/8 финала.

## Отличия
Спарта Ротердам
- Ерстедивиси: 2015/16

Интер
- Серия А (1) : 2023/24
- Копа Италия (2) : 2021/22, 2022/23
- Суперкопа Италиана (3) : 2021, 2022, 2023

Индивидуални
- Отбор на годината в Ередивиси: 2018/19[10]